# مسجد منوشهر
مسجد منوشهر، أو مسجد مانوشهر ( بالكردية : Mizgefta Menûçêhr ) هو مسجد في مدينة آني التي تعود إلى العصور الوسطى في محافظة قارص في تركيا. تم بناؤه بين عامي 1072 و1086 من قبل منوشهر بن شاوور من سلالة الشداديين الكردية. بدأت أعمال ترميم المسجد في يونيو 2020.

## التصميم
يعتبر أسلوب القبو مشابه لأسلوب القبو الموجود في كنيسة الرسل القديسين في آني (التي بُنيت قبل عام 1217) مما يشير إلى تواريخ وظروف متشابهة على نطاق واسع.

## النقوش
يوجد نقش كوفي في شريط طويل على واجهته اليسرى يتعلق بتأسيس المسجد على يد منوشهر بن شاوور، في عهد السلطان السلجوقي ملك شاه الأول:
يوجد نقش صغير ثلاثي اللغة في الزاوية اليسرى السفلية يقول:
In Georgian [upper two lines]: In koronikon 458 [1238] I, the atabeg Zakaria, I have confirmed this

فوقها يوجد نقش كبير من المغول الإلخانيين يعود تاريخه إلى عام 1319، وهو مرسوم ضريبي.

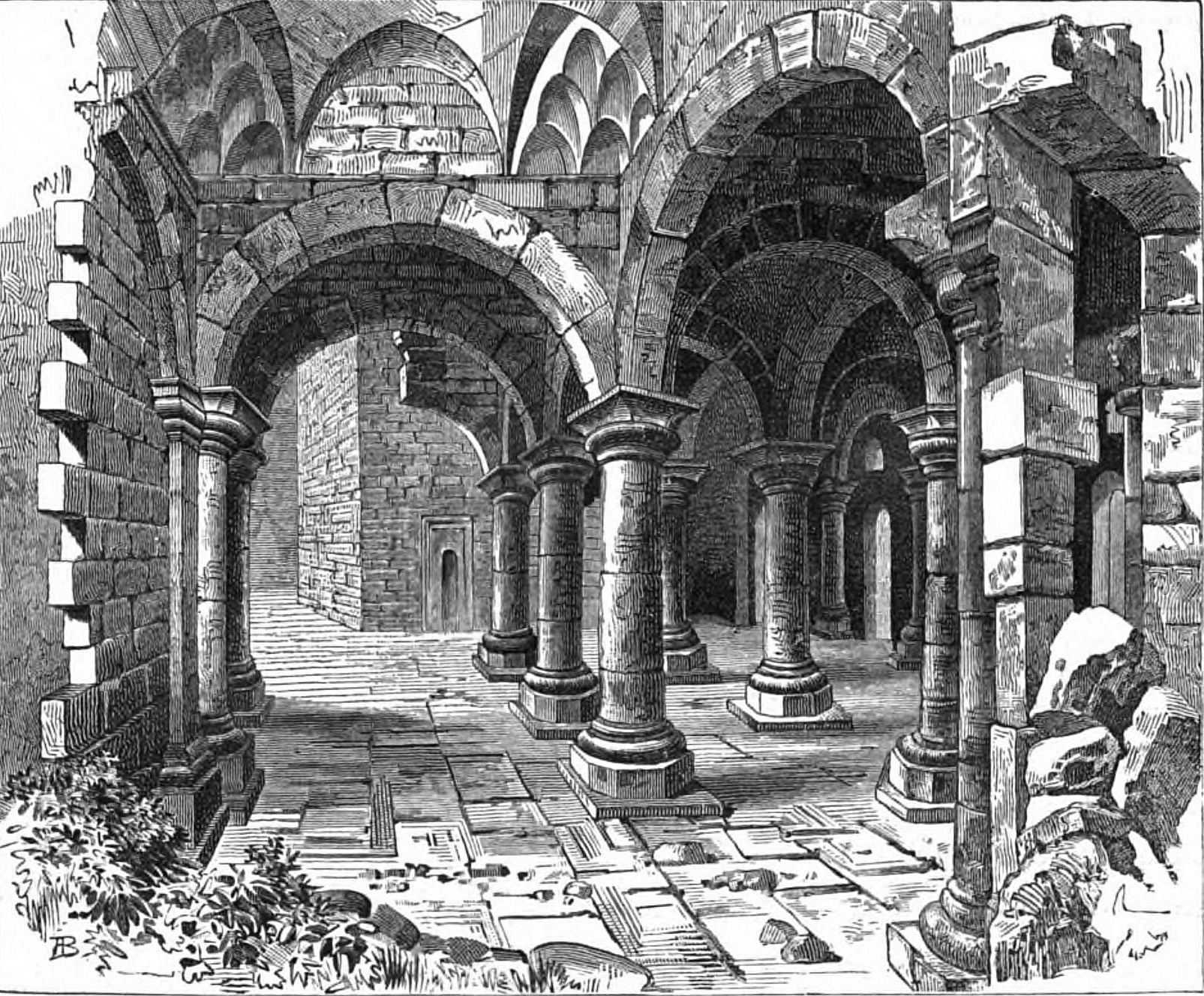
مسجد منوشهر، مخطط، 1881.
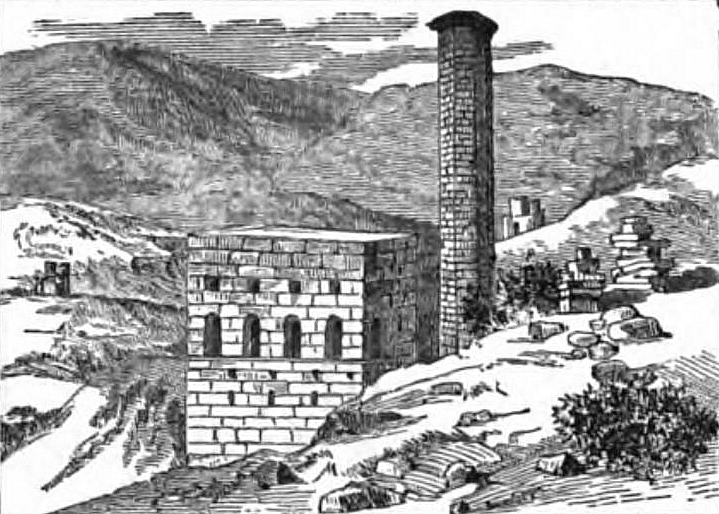
مسجد منوشهر من الخارج، 1881.
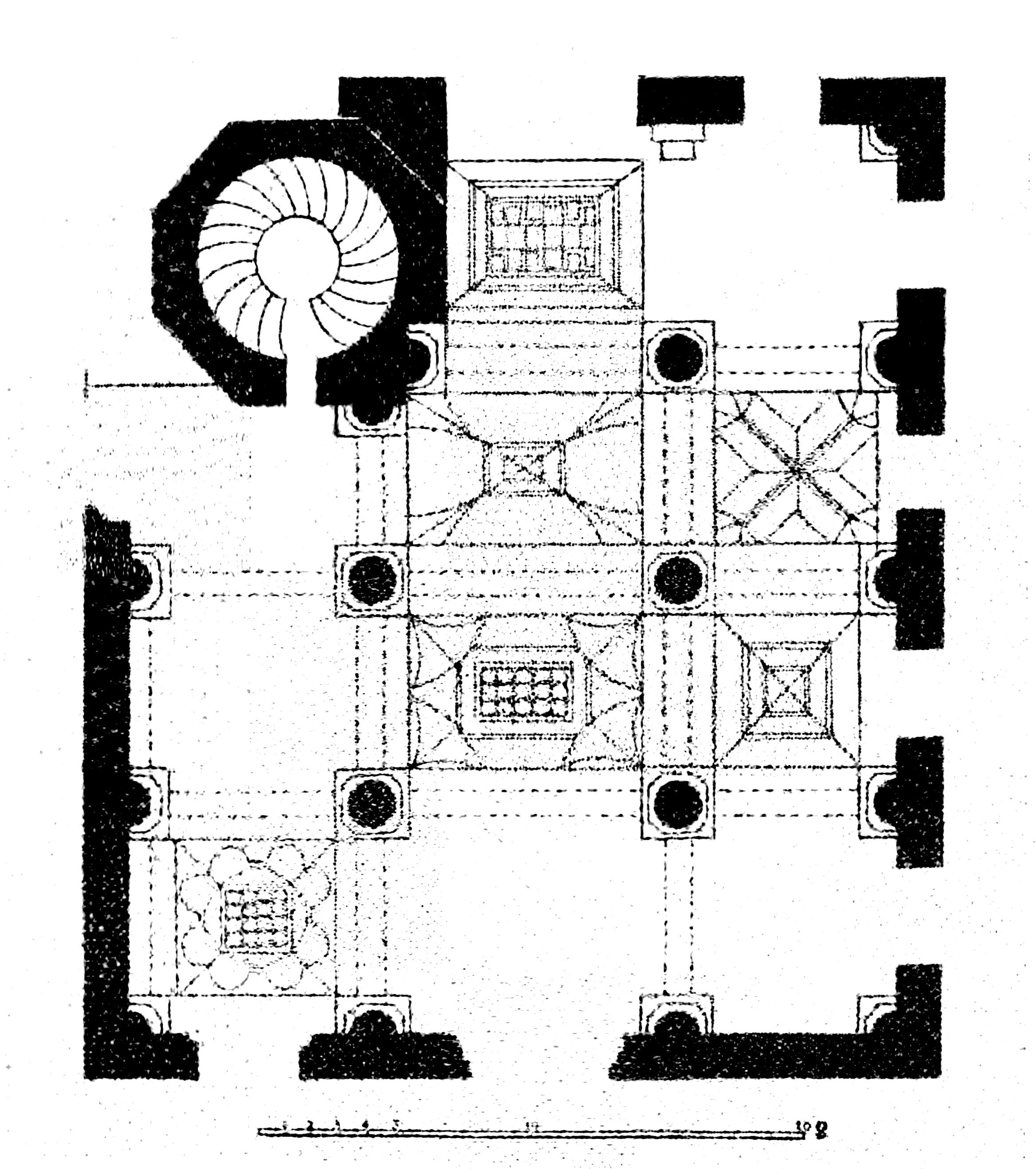
مسجد منوشهر، مخطط، 1881.
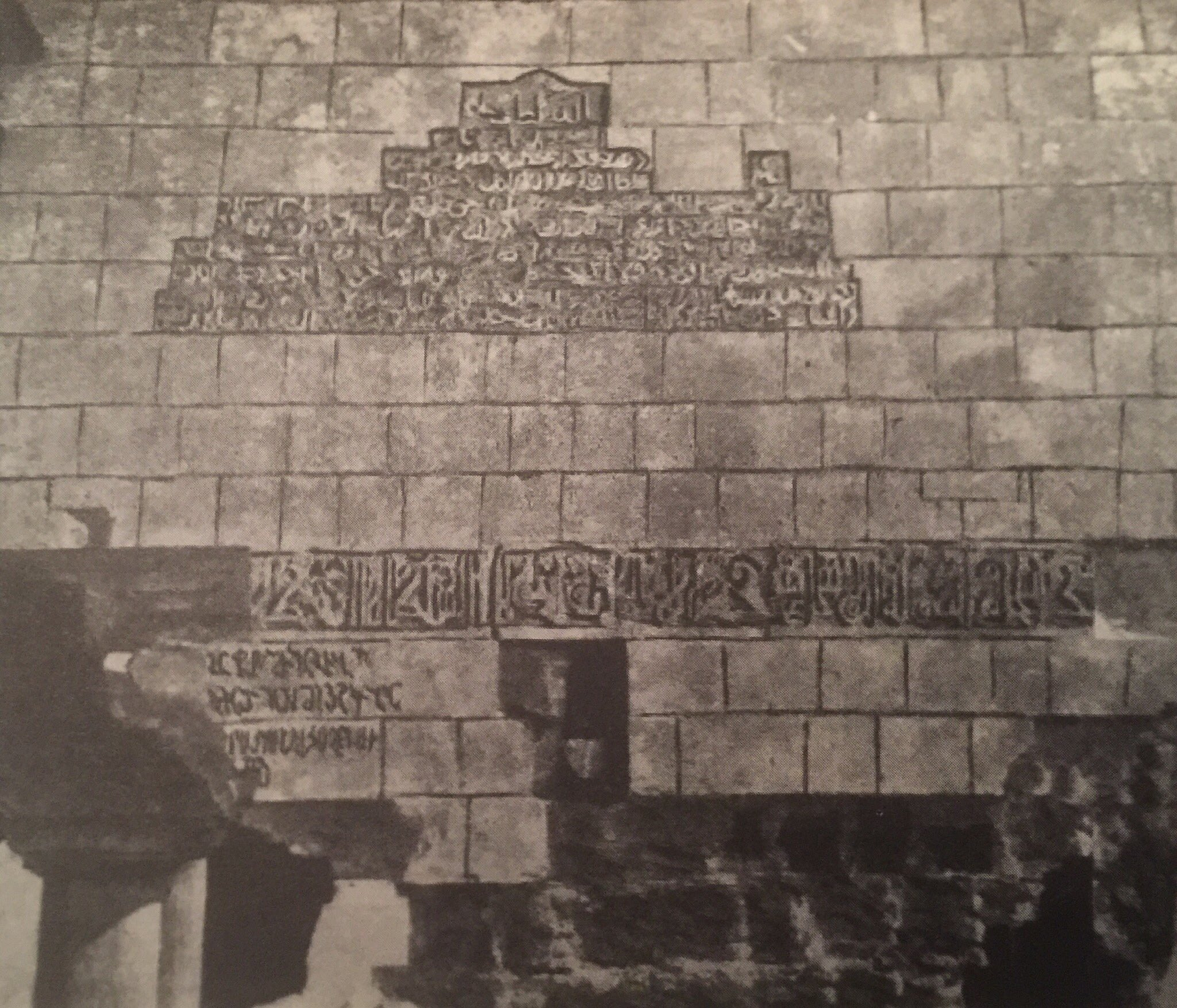
النقش ثلاثي اللغة
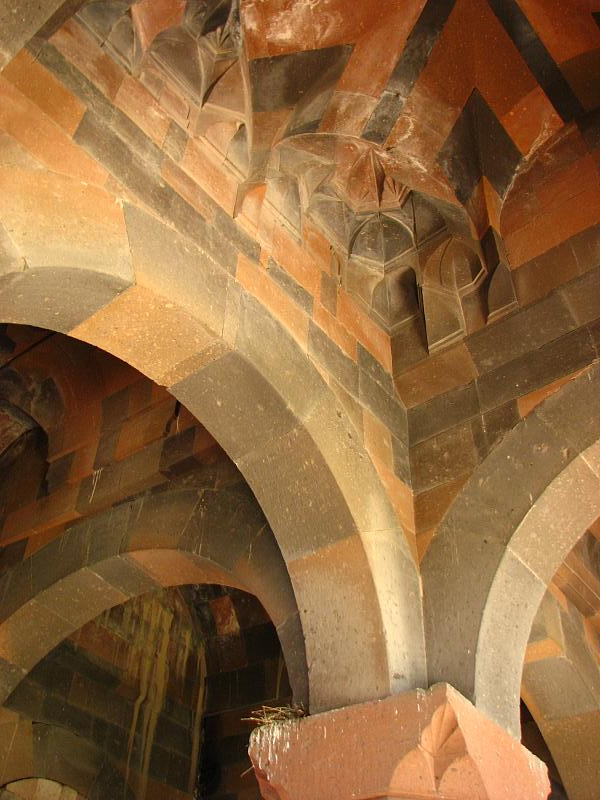
عمود علوي بتصميم مقرنص
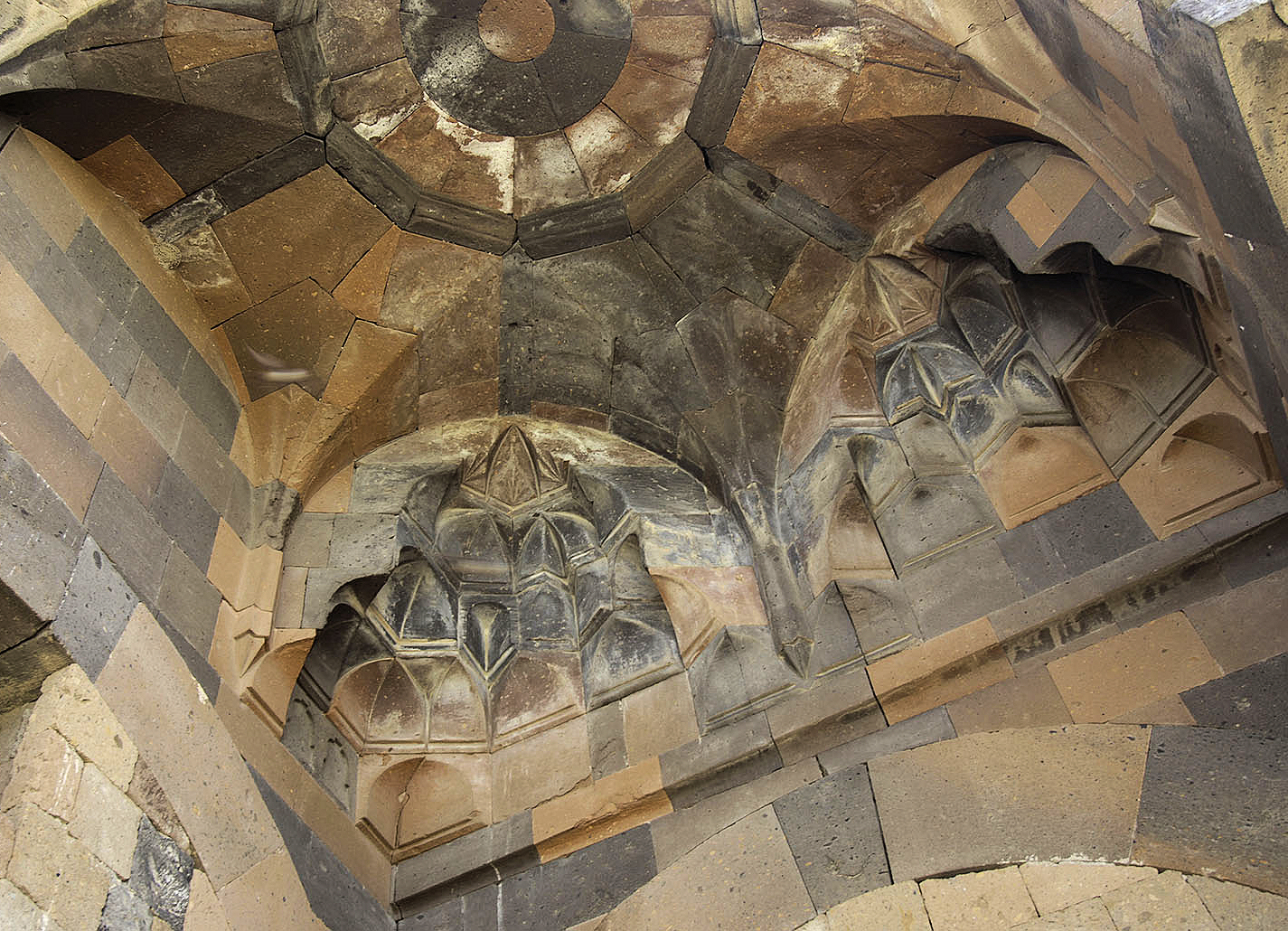
سقف بنمط المقرنصات، 1072-1086
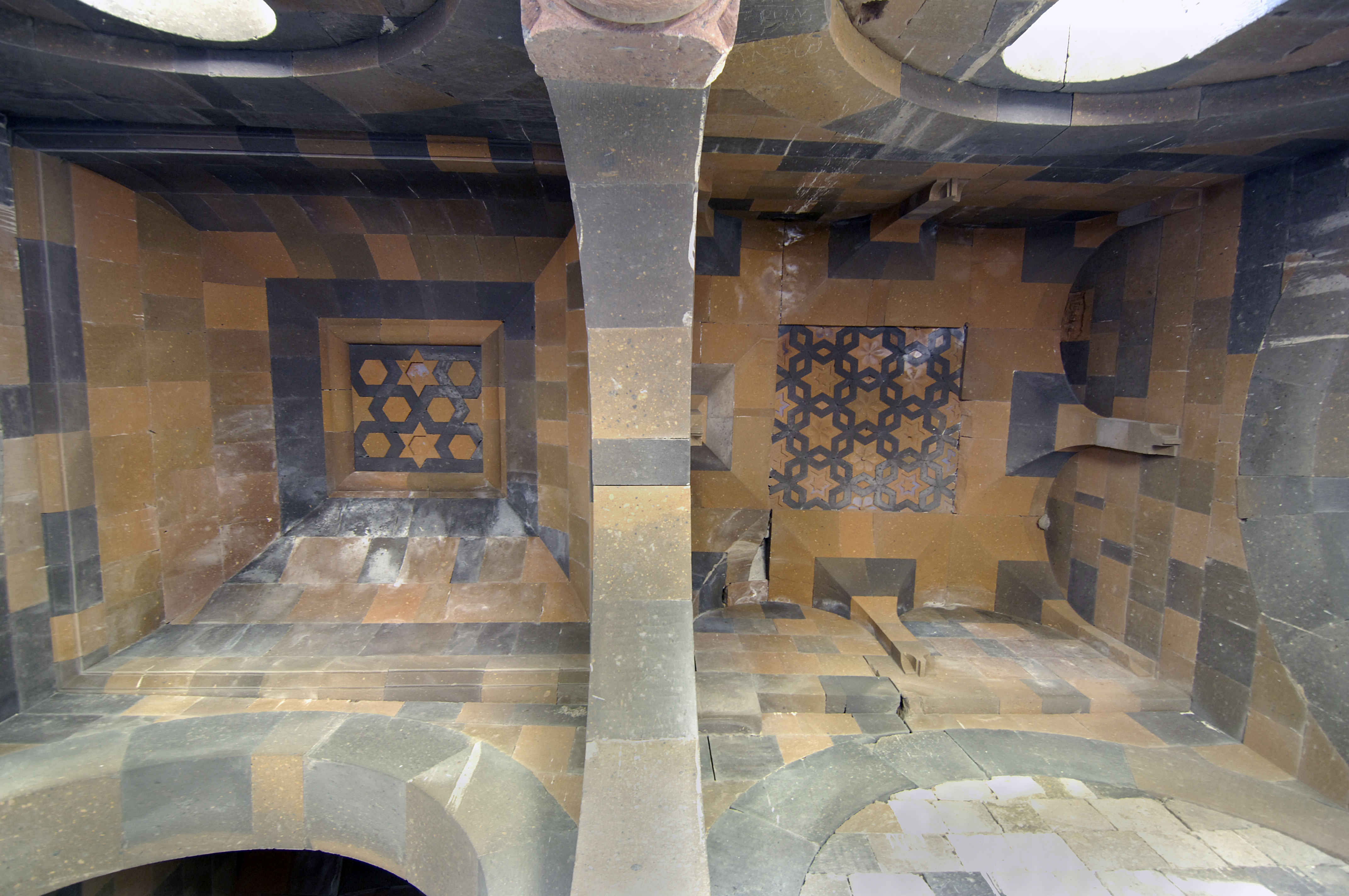
ديكورات السقف
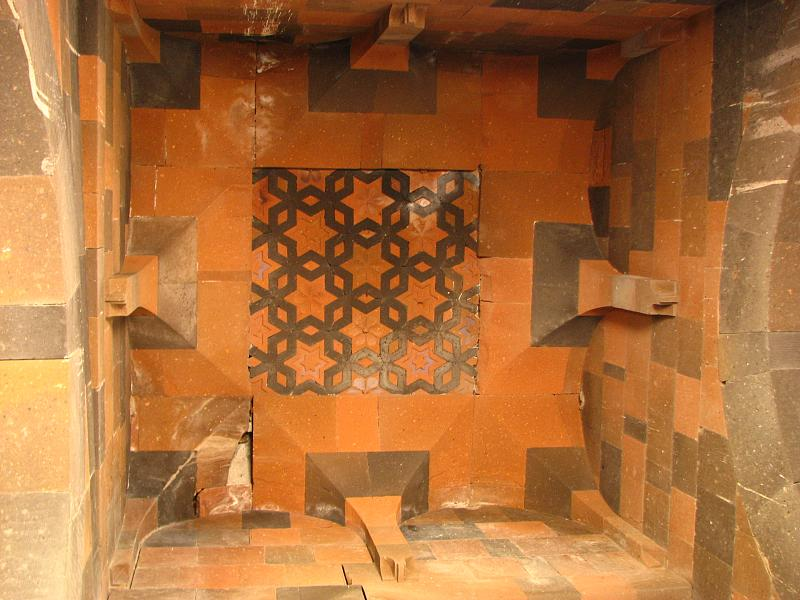
ديكورات السقف